# 6025 Naotosato
A 6025 Naotosato (ideiglenes jelöléssel 1992 YA3) a Naprendszer kisbolygóövében található aszteroida. Urata Takesi fedezte fel 1992. december 30-án.